# Lichtenstein-ház (Miskolc)
A Lichtenstein-ház Miskolcon, a Zsolcai kapu 10. alatt áll. A ház a Miskolc történetében fontos szerepet játszó kereskedő-bankár-politikus Lichtenstein család második generációjához kapcsolódik.

## Története
A házat Lichtenstein József (1837–1914) építtette a 19. század vége felé. A családnak, pontosabban egyes generációinak egyébként a Zsolcai kapuin kívül több lakóháza, üzlete volt a városban, a mai Ady Endre (korábban Király, majd Lichtenstein) utcában, vagy a Hunyadi utca–Bartók tér sarkán álló palota. Lichtenstein József a kereskedelem elméletét és gyakorlatát Bécsben tanulta ki, majd közgazdasági tanulmányokat folytatott. Közben, 21 évesen átvette apja miskolci cégét (a Lichtenstein és Fűrész kereskedőház a régió legnagyobb vaskereskedése volt a 19. század közepén, második felében). 1867-ben alapító tagja volt a Miskolci Hitelintézetnek, két ciklusban országgyűlési képviselő, Miskolc képviselő testületének öt évtizeden át tagja volt. Elismert harcosa volt Miskolc önálló törvényhatóság elérését célzó küzdelmének. A mindszenti evangélikus temetőben nyugszik. Halála után a Király utca az ő nevét vette fel. A ház építéséről nem maradt fenn pontos adat, feltehetően 1880-as évek végén épülhetett. Földszintjén raktár- és üzlethelyiségek voltak, az emeleten és az udvari szárnyban lakások helyezkedtek el.

## Leírása
Az egyemeletes – előnytelen környezetben álló – épület utcafronti homlokzata 1+3+1 tengelyes elrendezésű, tömege, megjelenése viszonylag jellegtelen. Kosáríves záródású kapubejárója a nyugati oldalon helyezkedik el, a középső szakasz nyílászárói körívesek, kérdés, hogy a bal oldali nyílás záródása eredetileg is ilyen volt-e. Az emeleti ablakok egyenes záródásúak, a könyöklő alatt baluszterdísszel. A szélső tengelyben dupla ablakok vannak, fölöttük íves dísszel. Íves a középső ablak szemöldökpárkánya is. Előtte két hullámos konzol baluszteres kőerkélyt tart. A homlokzat fölső részén falazott szellőzőnyílások jelennek meg, a tető meredeken emelkedik. Az udvari rész keleti oldalán egyemeletes lakószárny húzódik déli irányban, L alakú függőfolyosóval. A kapubejáró belső része fölötti két ablak íves falmélyedésében, egy ovális márványpajzsban Lichtenstein József monogramja látható.